# A (gruppo musicale)
Gli A sono un gruppo musicale alternative rock britannico originario del Suffolk (Inghilterra) e formatosi nel 1993.
Dopo aver pubblicato il quarto album, nel 2005 il gruppo si è preso una pausa a tempo indeterminato. Dal 2008 è ritornato sulle scene per concerti occasionali.

## Formazione
Attuale
- Jason Perry - voce (1993-presente)
- Mark Chapman - chitarra (1993-presente)
- Adam Perry - batteria (1993-presente)
- Giles Perry - tastiere (1993-presente)
- Daniel P. Carter - basso (1997-2007, 2010-presente)

Ex membri
- Steve Swindon - basso (1993–1997)
- John Mitchell - basso (2008–2009)

## Discografia
Album studio
- 1997 - How Ace Are Buildings
- 1999 - 'A' vs. Monkey Kong
- 2002 - Hi-Fi Serious
- 2005 - Teen Dance Ordinance

Live
- 2000 - Exit Stage Right

EP
- 2001 - Rockin' Like Dokken